# Markt Piesting
Markt Piesting ist eine Marktgemeinde mit 3114 Einwohnern (Stand 1. Jänner 2025) im Bezirk Wiener Neustadt in Niederösterreich.

## Geografie
Das Gemeindegebiet liegt im Tal der Piesting in den Gutensteiner Alpen, einem Teil der Nördlichen Kalkalpen. Markt Piesting liegt im Industrieviertel in Niederösterreich. Die Fläche der Marktgemeinde umfasst 18,17 Quadratkilometer. 58,88 Prozent der Fläche sind bewaldet.

## Gemeindegliederung
Das Gemeindegebiet umfasst folgende zwei Ortschaften (in Klammern Einwohnerzahl Stand 1. Jänner 2025):
- Dreistetten (741)
- Markt Piesting (2373)

Die Gemeinde besteht aus den Katastralgemeinden Dreistetten und Piesting.

## Nachbargemeinden
|         | Hernstein                                   |                                              |
| Waldegg | Kompassrose, die auf Nachbargemeinden zeigt | Wöllersdorf-Steinabrückl                     |
|         | Hohe Wand, Winzendorf-Muthmannsdorf         | Bad Fischau-Brunn (für wenige hundert Meter) |

## Geschichte
Vor Christi Geburt war das Gebiet Teil des keltischen Königreiches Noricum und gehörte zur Umgebung der keltischen Höhensiedlung Burg auf dem Schwarzenbacher Burgberg.
Später unter den Römern lag das heutige Markt Piesting dann in der Provinz Pannonia.
In unmittelbarer Nachbarschaft von Markt Piesting und Dreistetten liegt auf einem Hügel die Burgruine Starhemberg (542 m ü. A.), welche als flächenmäßig größte Burg Niederösterreichs gilt. Urkundlich wurde die Burg schon 1146 erwähnt. Erbaut wurde sie 1140–1145. Sie war Grenzfeste zwischen Ostmark und der Karantischen Mark (Steiermark-Kärnten) und sollte den damaligen Befestigungsgürtel, vom Fluss Piesting bis Losenheim bei Puchberg am Schneeberg schützen. Heute sind nur mehr Gebäudereste aus dem 16. und 17. Jahrhundert vorhanden.
Ursprünglich war die Burg steirischer, nach Übergabe der Karantischen Mark an die Babenberger 1192 landesfürstlicher Besitz. Friedrich II. (Österreich), der Streitbare, Herzog (1230–1246) weilte oft in den Mauern dieser Feste und stellte hier zahlreiche Urkunden aus; sie war u. a. auch das Archiv der Babenberger, das Staatsdokument Privilegium Minus war hier aufbewahrt.
Nach seinem Tod 1278 hütete der Deutsche Ritterorden (Deutscher Orden) die Burg. Nach der Schlacht von Dürnkrut wurde die Feste 1278 Habsburgisch. Nach einer großen Zahl von Verwesern kam die Burg in das Eigentum der Familie Heussenstein, die diese – bis auf eine Unterbrechung von 1565 bis 1577 – bis 1817 besaß. Seit 1830 ist das Haus Salvator Habsburg-Lothringen Eigentümer der Ruine Starhemberg (Starker Berg).
Die Erste Wiener Türkenbelagerung 1529 und Zweite Wiener Türkenbelagerung 1683 brachten der Burg große Wichtigkeit. Aus der Zeit der ersten Türkenbelagerung stammt das vom späteren Kaiser Ferdinand I. verliehene Wappen Piestings, welches einen brennenden Turm, zwei türkische Krummschwerter und die Jahreszahl 1529 zeigt. Bei der zweiten Türkenbelagerung war die Burg Zufluchtsort von mehr als 10.000 Flüchtlingen. Danach verfiel sie, weil der damalige Besitzer die Dächer abtragen und Fenster und Türen ausbrechen ließ, um sich die Gebäudesteuer zu ersparen. 1945 wurde die Ruine durch Kampfhandlungen schwer beschädigt.
1975 wurden die Gemeinden Markt Piesting und Dreistetten mit Beschluss des Niederösterreichischen Landtages zusammengelegt.
Markt Piesting ist heute einwohnermäßig der größte und neben Pernitz der wichtigste Ort des Piestingtales.

## Wirtschaftsgeschichte
- 1775 erwarb Johann Kupelwieser von der Herrschaft Heussenstein den außerhalb des Ortsrieds von Piesting gelegenen „Hammer am Kasten“ und baute diesen zu einer Blechgeschirrfabrik aus. 1808 wurde der Betrieb an Franz Johann Salzmann verkauft, 1815 ersteigerte Johann Nepomuk Müller die Fabrik und stellte die Produktion auf Stahl- und Kleineisenwaren um. Bei einer neuerlichen Versteigerung des Betriebes 1829 erhielt Ignaz Bauer den Zuschlag. — Bestandsdauer: 1775 bis 1829.[2]

- Bauer nahm die „Piestinger Stahl- und Eisenwerke“ jedoch nicht wieder in Betrieb, sondern verkaufte sie 1830 an Georg Conradi, der die Anlage 1832 in eine Baumwollspinnerei umbaute und im Folgejahr in Betrieb nahm. Die „Minathaler Baumwoll-Garn-Spinnerei“ leitete ihren Namen von Conradis Frau, Wilhelmine, her. — Bestandsdauer: 1833 bis 1982.[2]

- 1824 bekam der Eigentümer der „Piestinger Stahl- und Eisenwarenfabrik“, Johann Nepomuk Müller, eine „Personal-Brauhausgerechtigkeit“ zuerkannt und begann auf seinen Bau- und Grundparzellen nördlich der Piesting mit dem Bau einer Brauerei, der zum größten Teil innerhalb von drei Jahren abgeschlossen war. 1829 kaufte Anton Jast den Betrieb; 1834 ließ der Neubesitzer Ignaz Betzler die Baulichkeiten aufstocken. 1841 bekam Joseph Lehn die Brauerei von seinem Vater Tiberius ins Eigentum übertragen. — Bestandsdauer: 1827 bis 2005.[2] „Piestinger Bier“ wird nunmehr von den Vereinigten Kärntner Brauereien hergestellt und vertrieben.

- Ab etwa 1800 war die Pecherei ein wichtiger Wirtschaftszweig des Piestingtals. In Piesting wurde das in den umliegenden Schwarzkieferwäldern gewonnene pflanzliche Harz (Pech) in Pechsiedereien verarbeitet. 1914 wurde in Piesting eine Fabrik zur Umwandlung von Harz in Kolophonium und Terpentin errichtet, die bis Anfang der 1970er-Jahre produzierte.

## Persönlichkeiten
- Benedikt Ried (um 1454–1534), der vor allem in Böhmen wirkende Baumeister und Kirchenbauer, wurde in Piesting geboren.
- In der Gegend des Piestingtales hat sich auch die Biedermeierkultur entwickelt. Bedeutende Vertreter dieser Zeitepoche lebten oder wurden in dieser Gegend geboren. Der Maler Leopold Kupelwieser (1796–1862) wurde in Markt Piesting geboren. Seine bedeutendsten Werke sind die Altarbilder der Stiftskirche Klosterneuburg sowie der Pfarrkirche Piesting, des Weiteren die Freskenmalerei im Marmorsaal des Palais Niederösterreichs (bis 2005: Niederösterreichisches Landhaus). Ein weiterer bedeutender Maler der Epoche war Friedrich Gauermann (1807–1862). Franz Schubert besuchte wiederholt das Piestingtal, Ferdinand Raimund lebte in Pernitz.
- Heinrich Zmoll (1843–1919), der in Piesting geborene Gemischtwarenhändler war Bürgermeister des Marktes Hainfeld in Niederösterreich.
- Der Bibelwissenschaftler und Zisterzienserpater Severin Matthias Grill (1893–1975) wurde in Markt Piesting geboren.
- Johann Braun (1896–1948), in Markt Piesting geborener nationalsozialistischer Kreisleiter, vom Volksgericht verurteilt und hingerichtet.
- Otto Schneider (1912–1991), Komponist, Musikpädagoge und Musikwissenschaftler.
- Ernst Zodl (1924–2001), Politiker (SPÖ) und Finanzbeamter, Abgeordneter zum Nationalrat, wurde in Markt Piesting geboren.
- Erwin Schauer (1927–2006), der gebürtige Piestinger Dachdeckermeister, Kaufmann und Politiker (ÖVP), war Abgeordneter zum Nationalrat.
- Johann Stippel (* 1940), der in Markt Piesting geborene Politiker (SPÖ), Abgeordneter zum Nationalrat, war Gymnasial-Direktor in Wiener Neustadt.
- Walter Zimper (1942–2008), in Markt Piesting geborener Politiker der ÖVP und Mitbegründer des Kommunal.

## Kultur und Sehenswürdigkeiten

### Markt Piesting

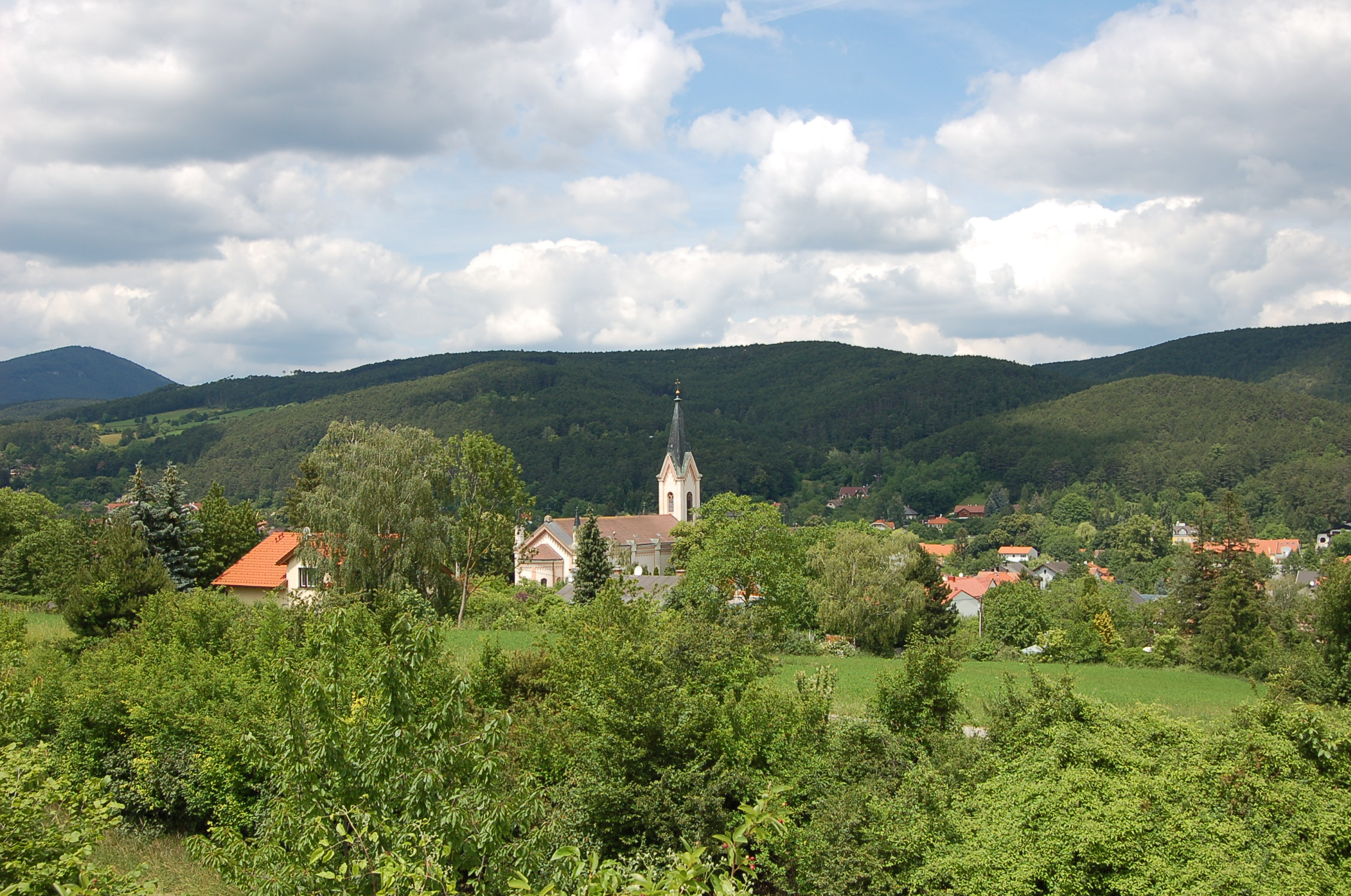
Pfarrkirche Piesting

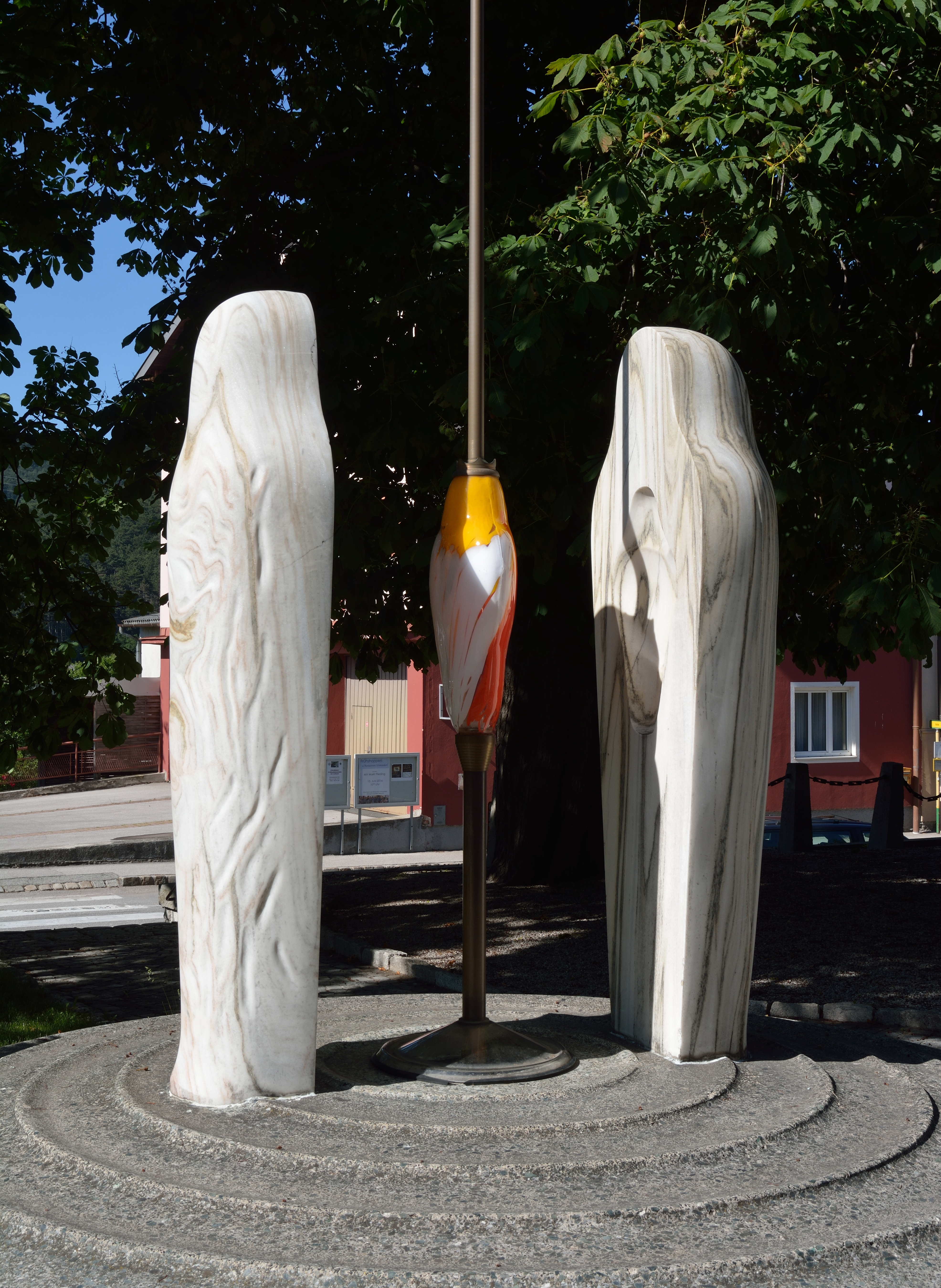
Florian Kuntner – Gedenkstein für eine offene Kirche

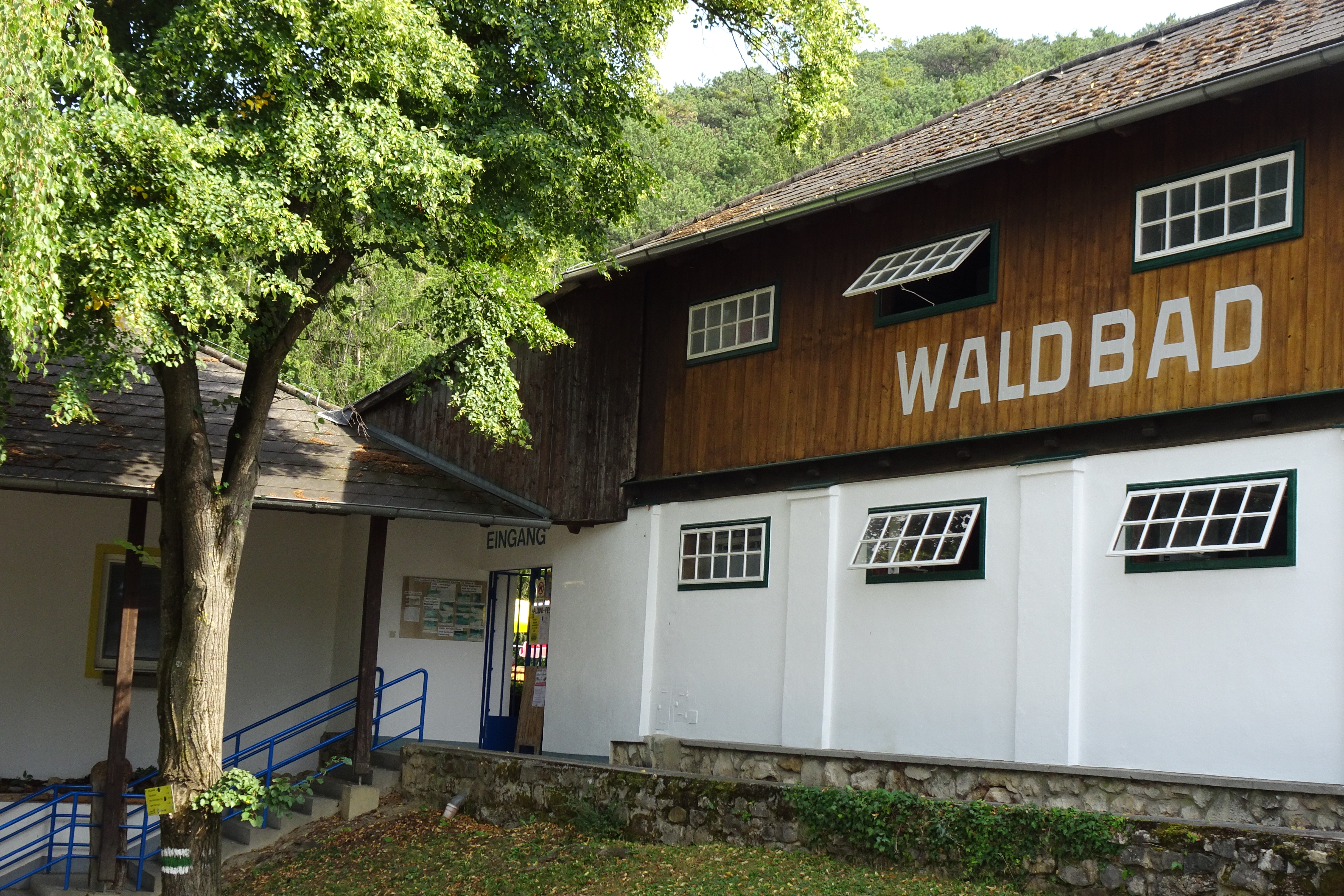
Das Waldbad

- Turmgarten – (auch Thurnhof mit dem Thurngarten bezeichnet) Barocke Gutshofanlage Ende 17. Jahrhunderts mit Veränderungen des 19. Jahrhunderts, urkundlich erwähnt 1403 (Ulrich von Neudeck aus Grünbach verkauft den Turm an Matthias Rayntinger von Piesting), bis 1805 die Ökonomie (Amtshof) der Herrschaft Starhemberg für Markt Piesting, dreiteilige Anlage unter markanten Walmdächern um Hof, im Kern spätmittelalterlich, größerer Umbau Ende des 17. Jahrhunderts, 2-geschoßiger Wohntrakt mit Rundbogenportalen, parallel und quergestellte Wirtschaftsgebäude mit Veränderungen um 1900, durch mächtigen Torbogen verbunden; ehemals mit Mauer und Wassergraben umgeben, in der sich Scheunen und Keller befanden. Das älteste Anwesen des Marktes und Symbol für das Marktwappen – der brennende Turm, aus dessen Fenster Flammen schlagen, der wahrscheinlich 1529 anlässlich der Türkenbelagerung zerstört wurde und später (1569) noch als „der öde Thurm zu Piesting“ genannt wurde.
- Katholische Pfarrkirche Piesting hl. Leonhard: Von 1855 bis 1859 nach Plänen Joseph Schiedls, einem Beamten des Baubezirkes Wiener Neustadt, die Einrichtung stammt vom Wiener Bildhauer Josef Pokorny, mit Altarbild von Leopold Kupelwieser und Grabmal des Ritters Welzer von Eberstein. Dieses Kunstwerk (Renaissanceportal mit einem Relief aus weißem und einem Rahmen aus rotem Marmor) stammt aus dem 16. Jahrhundert und befand sich zuerst in der Kapelle der Burg Starhemberg, später in der alten Barockkirche in Piesting, bis es in der jetzigen Pfarrkirche aufgestellt wurde.
- Dreifaltigkeitssäule auf dem Marktplatz, barocker Gnadenstuhl (Ende 17. Jahrhundert) über toskanischer Säule (erste Hälfte 19. Jahrhundert), am Säulenkapitell Wappen, Bindenschild und Handwerkswappen der Seifensieder
- Geburtshaus von Leopold Kupelwieser, Professor an der k.k. Akademie der Bildenden Künste in Wien, Historienmaler und Wiederbeleber der Al-Fresco-Malerei in Österreich, im Minnatal Nr. 3; ehemaliges Herrenhaus der Eisenkochgeschirrfabrik Kupelwieser (1815 zwangsversteigert), 1903 erneuert, Kastanienallee und kleine biedermeierliche Parkanlage, Privatbesitz.
- Gedenktafel von 1903 an Leopold Kupelwieser und Franz Schubert im Park vor der Neuen Mittelschule
- Barocker Torbogen aus 1762 als Rest der ehemaligen herrschaftlichen Getreidemühle von Joseph Heudorn im Eingangsbereich zur späteren ehemaligen alten Hammerschmiede
- Weißes Kreuz – Tabernakelbildstock / Totenleuchte aus dem 16. Jahrhundert (im 18. Jahrhundert verändert) am östlichen Ortsrand von Piesting an der B21, auch als „Urlauberkreuz“ bzw. „Schebbergredl-Kreuz“ bezeichnet
- Sieben Kreuze an der Straße nach Hernstein. Sie erinnern an ein schweres Eisenbahnunglück im Jahre 1935, bei dem sieben Insassen eines Wiener Reisebusses den Tod fanden.
- Piestinger Kreuz – es wurde am Piestingtaler Rundwanderweg 231 – vor dem Herrgottschnitzerhaus auf der Hohen Wand – von dessen Gründern an das Gedenken für die Gefallenen und in den Bergen gebliebenen Kameraden errichtet
- Florian Kuntner-Gedenkstein für eine offene Kirche – Florian Kuntner (1933–1994) wirkte von 1962 bis 1971 als Pfarrer in der Pfarre Piesting. Als Bischofsvikar und Weihbischof entwickelte Florian Kuntner sich zu einem Mann der Kirche, der offen für die Ängste und Sorgen der Menschen war. Mit der Übernahme der Missionsagenden bewegten ihn die Anliegen und Nöte der ärmeren Länder immer mehr. Da Florian Kuntner ein Mensch war, mit dem man sich auseinandersetzten musste, steht der Florian Kuntner — Gedenkstein für eine offene Kirche mitten im Zugang zur Piestinger Pfarrkirche. Konzipiert und gestaltet wurde der Gedenkstein vom Bildhauer Harry Brenner (geb. 1939), der Glaskünstler Rudolf Weninger aus der Glashütte Bämbach schuf in mehreren Anläufen den mundgeblasenen Glaskörper. Beide Künstler verzichteten auf ihr Künstlerhonorar. Die schwarz gemaserte Skulptur stellt die Kirche, die rötlich gemaserte Skulptur den Menschen dar. Sie sind gleich groß und stehen einander gegenüber. Zwischen ihnen schwebt das gläserne und leuchtende Herz des Evangeliums. Die Antenne verbindet Erde und Himmel. Sie deutet die Verbindung Gottes an – Gott wirkt durch das Evangelium in Kirche und Welt.
- Das in der Zeit von 1894 bis 1929 erbaute Brauhaus gilt heute als markantes Industriedenkmal am westlichen Ortsrand von Markt Piesting. Es wurde von 1993 bis 2000 renoviert. Die Brauerei diente 150 Jahre lang als Braustätte für das Piestinger Bier.
- Kulturzentrum Alte Hammerschmiede – (Harry Brenner) seit 2005 Privatbesitz
- Heimat- und Gewerbemuseum im Rathaus – durch die Privatinitiative der Herren Josef Wöhrer und Franz Vukovich geschaffen
- Seiser-Mühle im Ortszentrum, revitalisiert zu einer Neuen Mittelschule
- Kupelwiesersaal – ehemaliger Herrschaftsspeisesaal in der Seiser-Mühle, heute Veranstaltungsstätte
- Waldbad mit Restaurant – erbaut 1929, in den Jahren 1986–1989 gänzlich erneuert und mit Vorwärmanlage ausgestattet (300 m² großes Sport- und 500 m² großes Nichtschwimmerbecken mit 40 m langer Wasserrutsche und separatem Kinderplanschbecken)
- Eislaufplatz – die Kühlschläuche der Eisbahn dienen im Sommer als Vorwärmanlage des Waldbades
- Schiwiese mit Mattenbelag, Förderband und Schihütte

### Dreistetten
- Burg Starhemberg – auf dem „mons Starhenberch“ nördlich von Dreistetten (die Ruine musste leider aufgrund von Baufälligkeit für Besucher gesperrt werden)
- Pfarrkirche Dreistetten aus dem 14. Jahrhundert mit dem Grabmal des Grafen von Heussenstein
- Dreifaltigkeitssäule in der Ortsmitte, Gnadenstuhl zweite Hälfte des 17. Jahrhunderts mit Wappen
- Pestkreuz an der Straße nach Muthmannsdorf
- Heimatmuseum im Gasthof Scherrerwirt – interessante Sammlungen von Gebrauchsgegenständen, Musikinstrumenten, Dokumenten und Kriegsrelikten

## Naturdenkmäler und andere Naturmerkmale
- Die Einhornhöhle, eine kleine Tropfsteinhöhle, liegt am Fuße der Hohen Wand in der Katastralgemeinde Dreistetten. In der Höhle wurden urzeitliche Knochen und Zähne von Höhlenbären und anderen Tieren gefunden. Die Höhle kann an Sonn und Feiertagen von Ostern bis Ende September oder gegen Voranmeldung beim Zitherwirt besichtigt werden. Ausgangspunkt ist der Zitherwirt direkt unter der Ruine Starhemberg.
- Der Schneckengarten liegt auf dem Fußweg zwischen Anger in Dreistetten und dem Herrgottschnitzerhaus auf der Hohen Wand. Das Kalkgestein zeigt Versteinerungen von Millionen Jahre alten Schnecken.
- Auf dem Henninger in Piesting wachsen viele seltene Blumen, die unter Naturschutz stehen.
- Die Türkenlinde am östlichen Ortseingang wurde nach einer Sage als Dank für den Sieg über die Türkenheere im Jahre 1529 gepflanzt.

## Bevölkerung

### Religion
Nach den Daten der Volkszählung 2001 sind 74,4 % der Einwohner römisch-katholisch und 4,4 % evangelisch. 5,7 % sind Muslime, 1,1 % gehören orthodoxen Kirchen an. 12,3 % der Bevölkerung haben kein religiöses Bekenntnis.

## Politik
Im Jahr 1975 ist die Gemeinde Dreistetten mit der Gemeinde Markt Piesting zusammengelegt worden. Der erste Bürgermeister der neuen Großgemeinde ist Walter Zimper (ÖVP) gewesen.
Der Gemeinderat hat 23 Mitglieder.
- Mit den Gemeinderatswahlen in Niederösterreich 1990 hatte der Gemeinderat folgende Verteilung: 15 ÖVP, und 6 SPÖ.
- Mit den Gemeinderatswahlen in Niederösterreich 1995 hatte der Gemeinderat folgende Verteilung: 16 ÖVP, und 5 SPÖ.[4]
- Mit den Gemeinderatswahlen in Niederösterreich 2000 hatte der Gemeinderat folgende Verteilung: 16 ÖVP, 3 SPÖ, und 2 FPÖ.[5]
- Mit den Gemeinderatswahlen in Niederösterreich 2005 hatte der Gemeinderat folgende Verteilung: 16 ÖVP, 3 SPÖ, und 2 FPÖ.[6]
- Mit den Gemeinderatswahlen in Niederösterreich 2010 hatte der Gemeinderat folgende Verteilung: 15 ÖVP, 3 SPÖ, 2 FPÖ, und 1 Grüne.[7]
- Mit den Gemeinderatswahlen in Niederösterreich 2015 hatte der Gemeinderat folgende Verteilung: 15 ÖVP, 3 SPÖ, 2 FPÖ, und 1 Grüne.[8]
- Mit den Gemeinderatswahlen in Niederösterreich 2020 hatte der Gemeinderat folgende Verteilung: 14 ÖVP, 2 Grüne, 2 SPÖ, 2 Gut für Piesting und Dreistetten (GUT) und 1 FPÖ.[9]
- Mit den Gemeinderatswahlen in Niederösterreich 2025 hat der Gemeinderat folgende Verteilung: 12 ÖVP, 4 Grüne, 4 FPÖ, 2 SPÖ und 1 Gut für Markt Piesting und Dreistetten (GUT).[10]

Bürgermeister
- 1945–1956 Franz Schuster
- 1957–1974 August Grill
- 1975–2002 Walter Zimper (ÖVP)
- 2002–2010 Gerhard Baumgartner (ÖVP)[12]
- 2010–2025 Roland Braimeier (ÖVP)
- seit 2025 Erich Albrechtowitz (ÖVP)

## Wappen

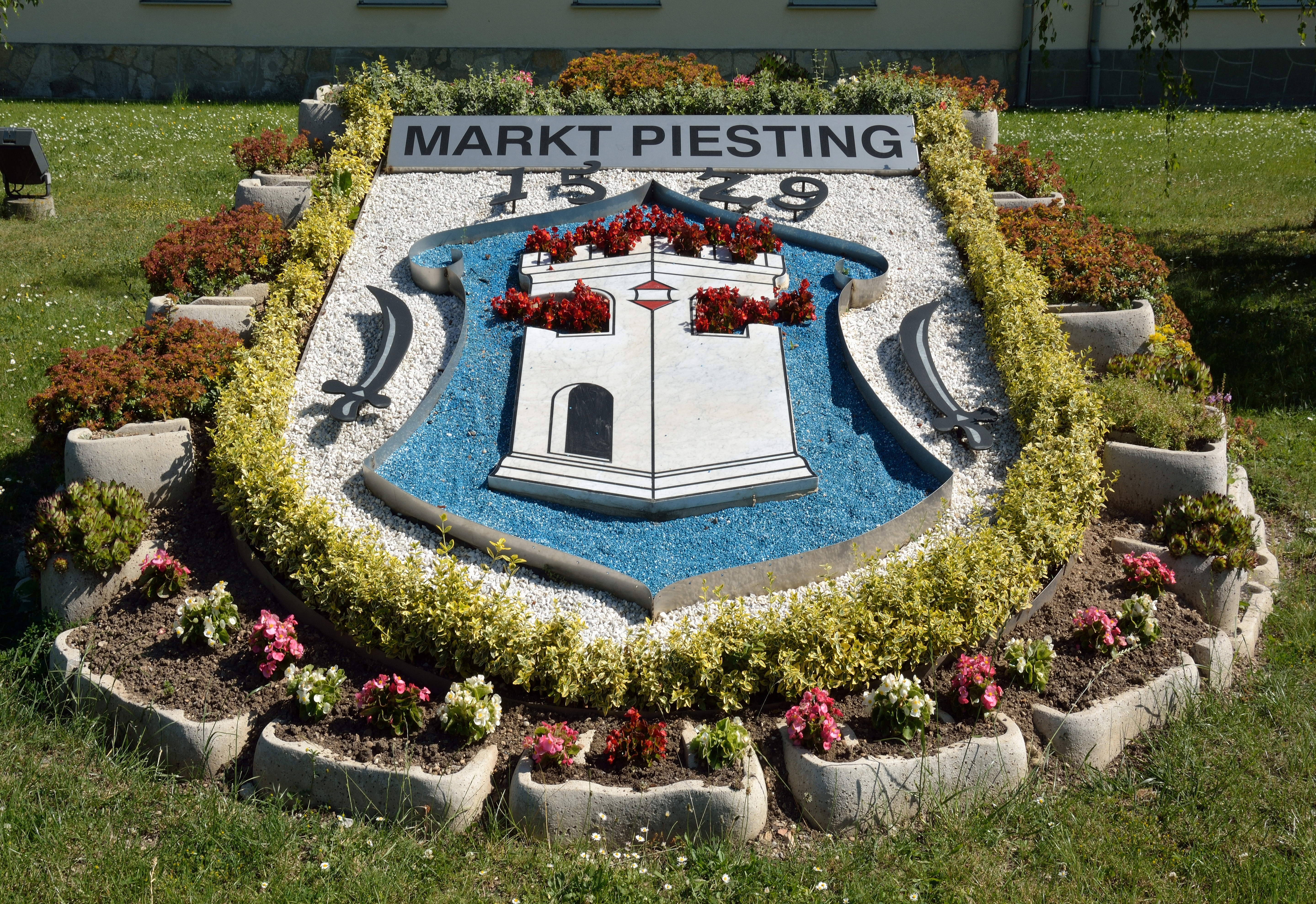
Wappen als Blumenschmuck in der Grünanlage der Hauptschule (ehemalige Seisermühle)

Blasonierung: In einem blauen Schild ein aufrecht stehender, über Eck gestellter, silberner Turm, mit fünf Zinnen bekrönt. Unterhalb der Zinnen, auf der rechten und linken Seite ein gewölbtes Fenster, aus welchen ebenso wie aus den Zinnen eine beziehungsweise fünf Feuerflammen schlagen. Zwischen beiden Fenstern in der Mitte des Turms ein rotweißroter Schild, im Grunde des Turmes auf der rechten Seite ein offenes gewölbtes Tor. Im Schilde auf beiden Seiten neben dem Turm je ein bloßer, silberner Türkensäbel mit gelbem oder goldfarbenem Kreuz, die Griffe gegeneinander kehrend, über dem Wappen die historische Jahreszahl 1529 (später ergänzt).
Das Marktwappen wurde von Kaiser Ferdinand I. am 20. Mai 1533 zur Erinnerung an die 1529 und 1532 erfolgte Zerstörung des Ortes durch die Türken verliehen. Der Wappenbrief wird heute im NÖ Landesarchiv verwahrt, das Siegel ehemals anhängend, fehlt. Ein in das 16. Jahrhundert zurückreichender Siegelstempel „SIGILLUM DES MARCKS PIESTING“ wird in der Marktgemeinde aufbewahrt. Das Wappenrecht wurde in den Privilegien des Marktes von Kaiser Leopold I. (1659) über Kaiser Joseph I., Kaiser Karl VI., Kaiserin Maria Theresia, Kaiser Joseph II., Kaiser Leopold II. bis Kaiser Franz II. (1819) bestätigt und erneuert.

## Gemeindepartnerschaften
Eine Partnerschaft bestand seit 1989 mit der ungarischen Gemeinde Gönyü.

## Regelmäßige Veranstaltungen
Regelmäßige Markttage finden seit der Privilegienbestätigung von Kaiser Leopold I. (1659) in Markt Piesting am Pfingstmontag und zum Fest des Hl. Leonhard (dem Schutzpatron) am 6. November statt.

## Wirtschaft und Infrastruktur
Nichtlandwirtschaftliche Arbeitsstätten gab es im Jahr 2001 105, land- und forstwirtschaftliche Betriebe nach der Erhebung 1999 69. Im Jahr 2010 betrug die Zahl der Erwerbstätigen am Wohnort 1.393. Die Erwerbsquote lag 2010 bei 51,2 Prozent.
Größere und bekanntere Betriebe sind Watt-Drive Antriebstechnik (Produktion von Motoren und Antriebstechnik) mit ca. 150 Mitarbeitern, und bis 2005 die 1824 gegründete Piestinger Brauerei, deren Produktion nach Villach verlegt wurde.

### Bildung
In der Gemeinde gibt es eine Volksschule und eine Mittelschule.

### Verkehr
Markt Piesting liegt an der Gutensteiner Straße B21, etwa 4 km westlich der Süd-Autobahn Abfahrt A2 Wöllersdorf-Steinabrückl.
Gute Bus- und Bahnverbindungen (Gutensteinerbahn) erschließen den Ort in Richtung Wiener Neustadt (ca. 13 km) und Wien (ca. 55 km).
Markt Piesting ist auch Endpunkt des Biedermeier-Radweges, dessen Ausgangspunkt in Rohr im Gebirge liegt und der ein beliebtes Ausflugsziel für jung und alt ist. Seit 2006 existiert auch eine durchgehend asphaltierte Radwegverbindung zum EuroVelo 9 in Sollenau.